# Грузджяйское староство
Грузджяйское староство (лит. Gruzdžių seniūnija) — одно из 11 староств Шяуляйского района, Шяуляйского уезда Литвы. Административный центр — местечко Грузджяй .

## География
Расположено на севере Литвы, в северо-восточной части Шяуляйского района, на Жемайтской возвышенности.
Граничит с Кужяйским и Шяуляйским сельским староствами на юге, Шакинским и Куршенайским сельским староствами — на западе, Мяшкуйчяйским староством — на востоке, Гайжайчяйским староством Йонишкского района — на севере, и Рудишкяйским староством Йонишкского района — на северо-востоке и севере.

## Население
Грузджяйское староство включает в себя местечко Грузджяй, 36 деревень и 1 хутор.